# Trójský kůň

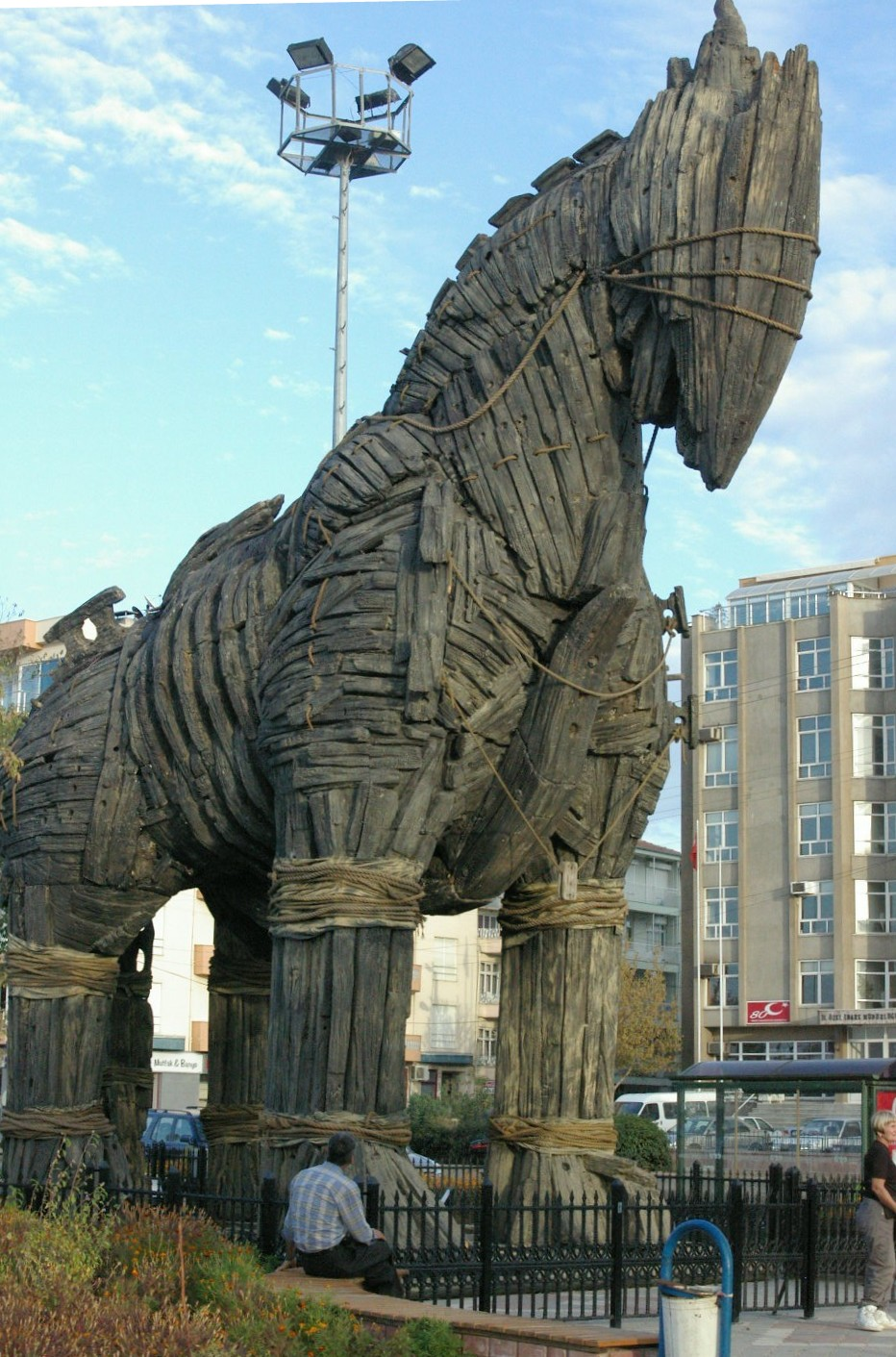
Trójský kůň z filmu Trója v Çanakkale v Turecku

Trójský kůň je v řecké mytologii předposlední akt deset let trvající trójské války. Byl to dar, který v sobě ukrýval skupinu vojáků. Skupinka obléhajících Řeků (kteří se u Homéra nazývají Achájové, Danaové) pod vedením Odysseovým se ukryla do velkého dřevěného koně a zbytek odplul do úkrytu. Když Trójané vtáhli koně do města, Odysseovi lidé otevřeli bránu a učinili tak poslední krok ke zničení hrdého města Trója. Šlo vlastně o speciálně zkonstruovaný a použitý válečný stroj, který Řekům posloužil jako válečná lest a překvapení.
Příběh je stručně vylíčen v Homérově Odysseji (VIII. 493–515) a dále rozvinut ve Vergiliově Aeneidě (II., 49 nn).

## Příběh

### Příčina (záminka) války
Když trójský princ Paris unesl krásnou Helenu, manželku spartského krále Meneláa a odmítl vyjednávat o navrácení její i královské pokladnice, shromáždili Řekové pod velením mykénského krále Agamemnona obrovské vojsko. Čítalo 1184 lodí a sto tisíc mužů. Po celých devět let Řekové (Achájci) obléhali Tróju, drancovali její široké okolí, avšak Trója statečně odolávala obléhání.

### Desátý rok
V desátém roce již válečníci byli unavení a hovořilo se o návratu do vlasti. Nespokojení bojovníci navrhovali, aby se boj rozhodl mezi jeho hlavními aktéry a tak se proti sobě postavili Meneláos a Paris. Jenom zásahem bohů nebyl Paris zabit, po něm v lítých soubojích padl hrdina Patroklos rukou Hektora, nejstaršího syna trójského krále Priama. Patrokla pomstil
Achilleus, který byl posléze zabit podivným zásahem Paridovým. Výsledek války stále nebyl rozhodnut.
Tehdy navrhl Odysseus, aby se pokusili Tróju dobýt lstí. Navrhl postavit velkého dřevěného koně, v němž se ukryjí vybraní bojovníci. Tohoto koně potom dostat za nedobytné hradby města. Je třeba říci, že za autora nápadu bývá považován také věštec Kalchás či věštec Prylis (jemu tu myšlenku vnukla sama Athéna). Zdá se však, že Odysseus si všechny zásluhy přivlastnil.

### Stavba koně
Stavby dutého dřevěného koně ze smrkových prken se ujal zkušený tesař Epeios. Na jednom boku byly skryté dveře, na druhém boku nápis s velikými rytými písmeny: „V naději na bezpečný návrat domů věnují toto vděční Řekové bohyni “ (Graves).
Do jeho břicha se ukryla skupina odvážných bojovníků, přičemž jsou uváděny různé počty mužů počínaje číslem 24 nebo 30 až 50, dokonce i nepravděpodobných tři tisíce mužů. Mezi nimi jsou jmenování Meneláos, Odysseus, Diomédes, Sthenelos, Akamás, Thoás, Echión a Neoptolemos. Jako poslední tam vstoupil Epeios, „vytáhl za sebou žebřík a protože uměl ovládat padací dveře, usadil se vedle zámku“ (Graves).

### Řecká lest

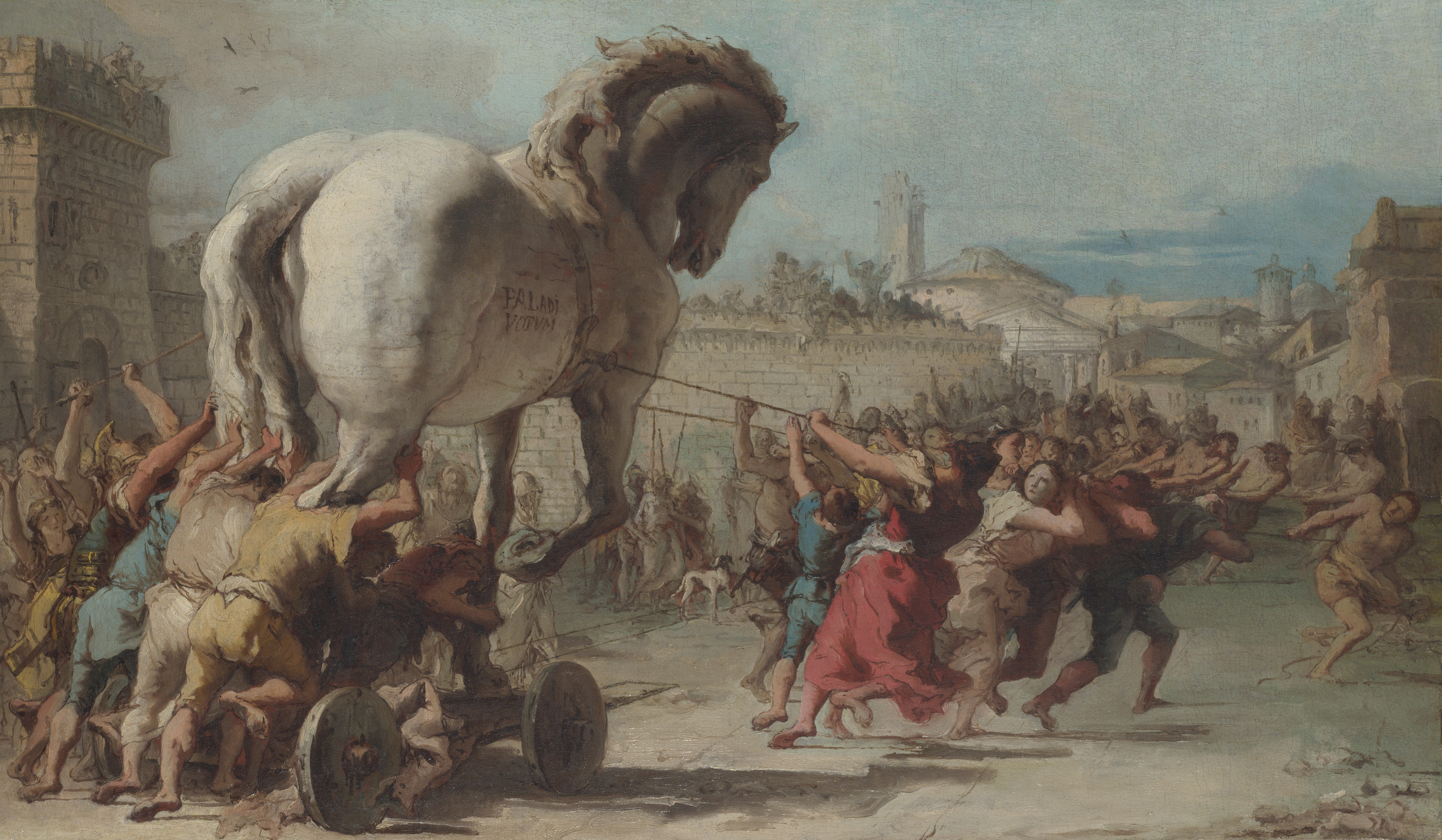
Trójský kůň, dílo malíře Giovanniho Domenica Tiepola

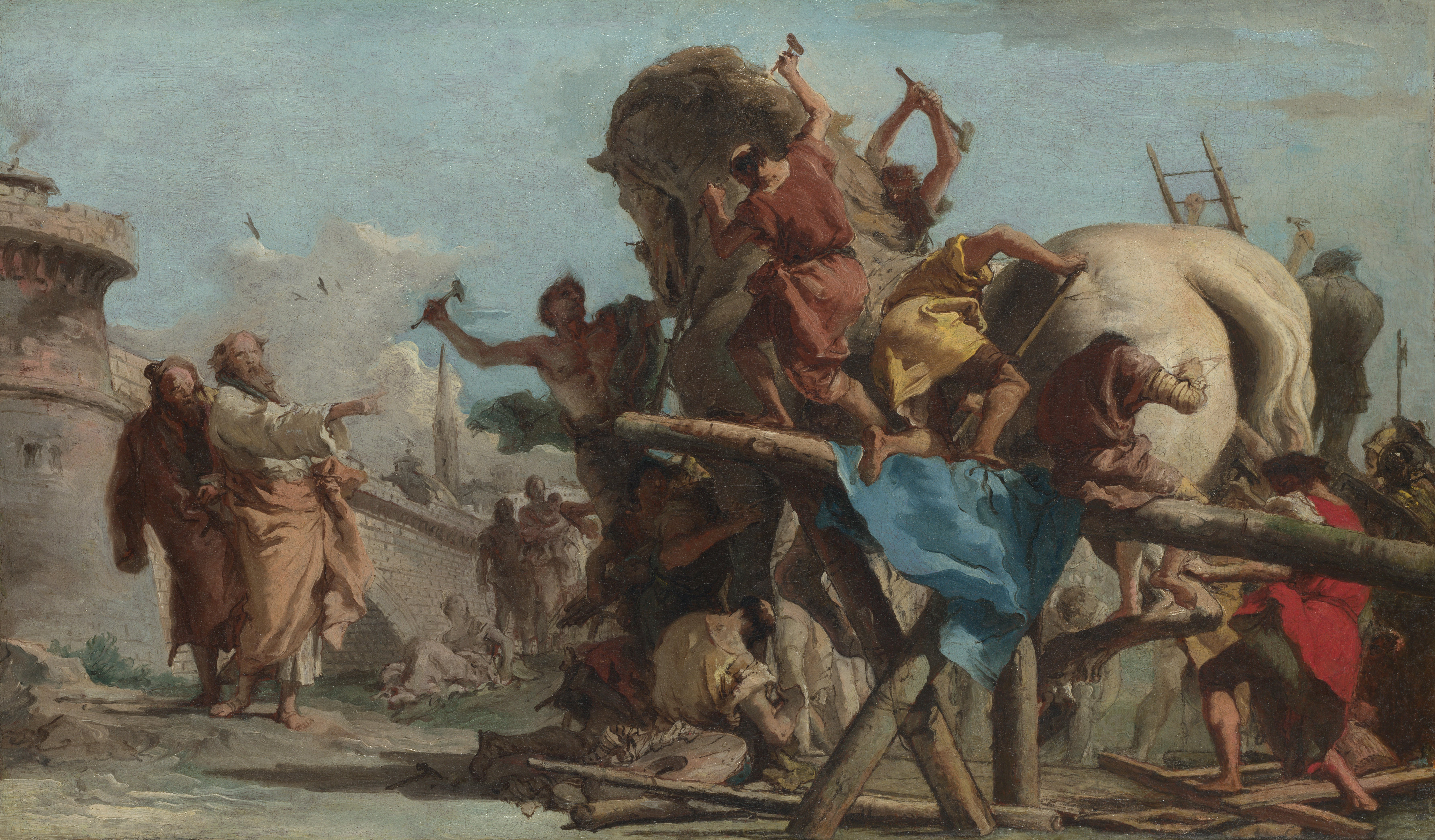
Trójský kůň, dílo malíře Giovanniho Domenica Tiepola

Ostatní řecká vojska lstivě spálila tábor a odplula z dohledu z trójského pobřeží. Na břehu zůstal jediný Řek Sinón, který měl připravenu historku o tom, že je dezertér. Po rozednění Trójané viděli kouřící zbytky tábora, prázdné moře a velikého koně. Brzy objevili Sinóna a ten jim tvrdil, že kůň je darem bohyni Athéně. Trójané se rozdělili na ty, kteří ho chtěli okamžitě zatáhnout za městské hradby, ale také silné hlasy proti. Mezi nimi Kassandra prohlásila, že v koni jsou schovaní
ozbrojenci – zase jí však nikdo nevěřil. Totéž tvrdil i další věštec Láokoón a vrhl na koně oštěp, až zbraně vevnitř zachrastily. Ten prý řekl „Ať je to cokoliv, bojím se Danaů, i když přinášejí dary“ – z toho se dodnes zachovalo rčení Danajský dar.
Řek Sinón před Trójany rozvinul secvičené řeči, které připravil lstivý Odysseus. Láokoón stále nevěřil, ale bůh Apollón poslal na něj i jeho dva syny dva obrovské hady, kteří ho umlčeli. Trójané to vše vzali jako potvrzení Sinonových řečí.
Pak už jim nestálo nic v cestě – koně dotáhli za městské hradby. Museli je pobořit, protože městskými branami by kůň, vystavěný z trupů lodí, neprošel. Trójané se radovali, že dlouhá válka skončila a jejich město zůstalo zachováno.

### Zkáza je završena
Jakmile lidé za hradbami usnuli, bojovníci opustili břicho koně. Echión vyskočil první, upadl a zlomil si vaz. Ostatní vylezli po provazovém žebříku, běželi otevřít brány města, pobíjeli stráže. Mezitím Sinón dal ohňové znamení vojsku a loďstvu, které se rychle vrátilo k Tróji.
Té noci byli krutě a nemilosrdně vražděni obyvatelé a zejména členové královské rodiny. Z mužů se nezachránil nikdo. Ženy byly vzaty do otroctví. Trója lehla popelem. Trójská válka skončila.

## Historické interpretace
Italský námořní archeolog Francesco Tiboni vyslovil v roce 2019 v článku publikovaném ve vědeckém časopise Archaeologia Maritima Mediterranean tezi, že legenda vznikla chybou v překladu a ve skutečnosti nešlo o koně, ale o obchodní loď. Podle Tiboniho existovalo v řečtině pro pojmy „kůň“ a zároveň i „hroch“ slovo „hippos“, které se však používalo přeneseně pro označení obchodní lodi, kterou na přídi zdobila galionová figura připomínající koňskou hlavu. Podobnou tezi podle Tiboniho vyslovil už řecký geograf Pausaniás. Tyto obchodní lodě byly v té době (spolu s drahými kovy) běžnou poctou, kterou poražení vzdávali hold svému silnějšímu nepříteli. Ve Vergiliově eposu Aeneis se mluví o ostražitých Trójanech, kteří volají po tom, aby byl řecký dar „potopen“ (ne spálen jako u Homéra). Stejný poznatek vyslovil i historik umění Andrea Cionci v italských novinách La Stampa.
Athénská archeoložka Elena Stylianou zdůrazňuje, že tak jako tak už dnes není možné oddělit fakta od fikce, zvlášť ne, je-li řeč o legendě založené na téměř 3000 let starém eposu, jehož autentičnost je navíc rovněž sporná. Zde se podle ní zabýváme z poloviny historií a z poloviny mytologií, takže si tu kdokoli může interpretovat cokoli tak, jak se mu zlíbí, a co se opravdu stalo, nezjistíme pravděpodobně nikdy.

## Přenesený význam
Trójský kůň se v podobě metafory stal pojmenováním pro člověka či věc, sloužící v nějaké situaci jako nástroj lsti pro něčí oklamání, k rozvrácení příslušného prostředí apod., případně z opačného pohledu pro obratně vymyšlenou lest, která se stala východiskem z obtížné situace. V informatice se pak tento přenesený význam používá specificky pro označení typu škodlivého počítačového programu, viz Trojský kůň (program).

## Trójský kůň v umělecké tvorbě
Replika Trojského koně je umístěna v obci Bouzov, která by měla být největší na světě. Replika je vysoká 15 metrů, dlouhá 16 metrů, váží asi 40 tun a jeho vnitřní prostory jsou veřejně přístupné, přičemž by se do nich najednou vešlo asi 120 lidí. Horní část trupu koně je využívána jako galerie. V hlavě se nachází vyhlídka ve výšce 14 metrů.

### Písně
- Trójský kůň – hudební skupina Bezinky

### Filmy
- Kolik váží Trójský kůň? – 2008
- Dobrodružství v barvách: Trójský kůň – 1997